# Yellow River
"Yellow River" é uma popular canção gravada pela banda britânica Christie. Escrita pelo líder da banda, Jeff Christie, a canção foi oferecido para The Tremeloes, que gravuo-a com a intenção de lançá-lo como um single no início de 1970. Mas Christie reconsiderou e lançou como uma música sua, junto de outra, que não fez o mesmo sucesso.
O produtor Mike Smith, pois, tirou fora os vocais dos Tremeloes, e, adicionando os de Jeff Christie, lançou-a em 23 de abril de 1970. Ela tornou-se um sucesso internacional, chegando a #1 na UK Singles Chart durante uma semana, em junho de 1970. Nos EUA, chegou a #23 na Billboard Hot 100 singles chart.
A localização real do Rio Amarelo (Yellow River) nesta canção não é especificada, embora o autor, Jeff Christie, tenha dito que inspirou-se pela ideia de um soldado indo para casa no final da Guerra Civil Americana. Como a canção foi lançada durante a Guerra do Vietnã, foi interpretada como sendo sobre um soldado deixando as forças armadas dos EUA ao fim de seu período de serviço militar obrigatório.
Na Austrália, a versão Christie ganhou apenas limitado tempo de rádio, devido à discórdia do rádio em 1970. As bandas locais Jigsaw (de Melbourne) e Autumn (de Sydney) ambos tiveram sucesso com versões cover, porém.